# Real Betis Balompié 2012-2013
Questa pagina raccoglie i dati riguardanti il Real Betis Balompié nelle competizioni ufficiali della stagione 2012-2013.

## Stagione
Il Real Betis finisce al settimo posto in classifica e si qualifica alla Uefa Europa League.
In Coppa del Re la squadra arriva ai quarti di finale dove viene eliminata dall'Atlético Madrid.

## Maglie e sponsor
CIRSA

## Rosa
| N. |                    | Ruolo | Calciatore                    |
| -- | ------------------ | ----- | ----------------------------- |
| 1  | Spagna (bandiera)  | P     | Casto                         |
| 2  | Spagna (bandiera)  | D     | Javi Chica                    |
| 4  | Spagna (bandiera)  | D     | Antonio Amaya                 |
| 6  | Spagna (bandiera)  | D     | Álex Martínez                 |
| 7  | Spagna (bandiera)  | C     | Ángel López                   |
| 8  | Spagna (bandiera)  | C     | Juan Francisco Moreno Fuertes |
| 9  | Spagna (bandiera)  | A     | Jonathan Pereira              |
| 12 | Brasile (bandiera) | D     | Paulão                        |
| 14 | Spagna (bandiera)  | C     | Beñat Etxebarria              |
| 14 | Spagna (bandiera)  | C     | José Alberto Cañas            |

| N. |                       | Ruolo | Calciatore                     |
| -- | --------------------- | ----- | ------------------------------ |
| 14 | Spagna (bandiera)     | C     | Salva Sevilla                  |
| 15 | Costa Rica (bandiera) | A     | Joel Campbell                  |
| 16 | Polonia (bandiera)    | D     | Damien Perquis                 |
| 17 | Spagna (bandiera)     | C     | Juan Carlos                    |
| 19 | Spagna (bandiera)     | A     | Jorge Molina                   |
| 20 | Nigeria (bandiera)    | C     | Nosa Igiebor                   |
| 23 | Spagna (bandiera)     | D     | Nacho                          |
| 24 | Spagna (bandiera)     | A     | Rubén Castro                   |
| 25 | Spagna (bandiera)     | P     | Fabricio                       |
| 27 | Spagna (bandiera)     | C     | Álvaro Vadillo                 |
|    | Spagna (bandiera)     | P     | Adrián San Miguel del Castillo |